# Psalistops gasci
Psalistops gasci är en spindelart som beskrevs av Robert Joseph Jean-Marie Maréchal 1996. Psalistops gasci ingår i släktet Psalistops och familjen Barychelidae.
Artens utbredningsområde är Franska Guyana. Inga underarter finns listade i Catalogue of Life.